# 가와바타 다쓰오
가와바타 다쓰오(일본어: 川端 達夫, 1945년 1월 24일 ~)는 일본의 민주당 소속 정치인이자, 일본 국회의 중의원 부의장으로, 노다 내각의 총무대신, 하토야마 내각, 간 내각에서 문부과학대신으로 활동하였다.
시가현의 오미하치만시 출신으로, 교토 대학을 졸업하고 그 곳에서 석사 학위를 받았다. 1986년에 처음 선출되었으며, 그의 형인 가와바타 고헤이는 오미하치만 시의 시장을 역임하였다.

## 같이 보기
- 일본 민주당
- 일본 문부과학성